# لبتوسبيرمون
لبتوسبيرمون هو مركب كيميائي ثلاثي الكيتون طبيعي المنشأ حيث تنتجه بعض النباتات التي تنتمي للفصيلة الآسية، مثل شجرة المانوكا وهي شجرة تنمو في نيوزيلندا.
أدى تعديل هذه المادة الكيميائية الأليلوباثية لإنتاج الميزوتريون إلى استخدام المركبات المشتقة كمبيدات أعشاب مثبطة لإنزيم 4-هيدروكسي فينيل بيروفات ديوكسيجيناز.

## لمحة تاريخية
اكتُشف مركب اللبتوسبيرمون لأول مرة في عام 1927. استخرج المركب بعد ذلك من مجموعة متنوعة من النباتات في أعوام 1965، و1966، و1968، وحدد تركيبه الكيميائي لأول مرة في كاليفورنيا في عام 1977. 
وقد لاحظ أحد علماء الأحياء في مركز الأبحاث الغربية التابع لشركة ستوفر للكيماويات ذلك الأمر حين نمت القليل من النباتات تحت شجيرات أحد نباتات الفصية الآسية. وبعد أخذ عينات من التربة وفحص مجموعة من المستخلصات، حُدّد أحدها باعتبار أن له نشاط مبيد للأعشاب، وعلى الرغم من تأثير المركب كمبيد للأعشاب، إلا أن المعدل المطلوب من المادة للتغطية الكافية كان مرتفعًا جدًا بحيث لا يكون ذا فائدة عملية.
طُور مركب اللبتوسبيرمون إلى آلاف المركبات الأخرى، وكان العديد منها فعالًا للغاية، ولكنها كانت شديدة السمية أو ثابتة بيئيًا أو ليست انتقائية بدرجة كافية. يوجد الآن في الأسواق العديد من المركبات التي تنتمي إلى فئة التريكيتون من مبيدات الأعشاب المثبطة لإنزيم 4-هيدروكسي فينيل بيروفات ديوكسيجيناز.

## التحضير
يمكن تحضير مركب اللبتوسبيرمون صناعيًا من الفلوروغلوسينول عن طريق التفاعل مع 3-ميثيل البوتانيننيتريل في وجود كلوريد الزنك كعامل حفاز، ومن ثم ينتج عن التفاعل مركب إيمين فلورو الأيزوفاليرون الذي تتم ألكلته بعد ذلك باستخدام اليودو ميثان بعد المعالجة الأولية باستخدام إيثوكسيد الصوديوم والميثانول لإنتاج وسيط تتم معالجته باستخدام حمض الهيدروكلوريك المائي مما ينتج عنه حمض الإيزوفاليرويل سينكاربيك، وهو الليبتوسبيرمون.

## الاستخدامات
كان لبتوسبيرمون مخططًا لمركب الميزوتريون الذي يحمل الاسم التجاري كاليستو، وهو مبيد أعشاب تنتجه شركة سينغنتا.